# Бояново
Бояново (пол. Bojanowo) — місто в західній Польщі.

## Демографія
Демографічна структура станом на 31 березня 2011 року:
|          | Загалом | Допрацездатний вік | Працездатний вік | Постпрацездатний вік |
| -------- | ------- | ------------------ | ---------------- | -------------------- |
| Чоловіки | 1447    | 311                | 988              | 148                  |
| Жінки    | 1533    | 287                | 856              | 390                  |
| Разом    | 2980    | 598                | 1844             | 538                  |